# Banque Shahr
Vous pouvez aider à l'améliorer ou bien discuter des problèmes sur sa page de discussion.
- La traduction doit être revue. Le contenu est difficilement compréhensible à cause d’erreurs de traduction, peut-être dues à l’utilisation d’un logiciel de traduction automatique. (Marqué depuis décembre 2024)

La Banque Shahr (en persan : بانک شهر) est une banque privée Iranienne. Elle a officiellement commencé ses activités le 9 février 2009. Avant cette date, cette banque fournissait des services financiers sous les noms de « Coopérative Honarvaran Shahr » et « Coopérative de Crédit Shahr »,.
La Banque Shahr a été fondée par la municipalité de Téhéran et ses actions sont principalement détenues par diverses collectivités, leurs employés, ainsi qu'une partie du public iranien,.
En 2014, elle a enregistré la plus forte croissance de ses ressources parmi les banques privées. La banque dispose de succursales dans de nombreuses villes d'Iran,,,,.

## Historique
La banque Shahr a été créée avec l'autorisation de la Banque Centrale iranienne et avec des fonds apportés par les municipalités de Téhéran et d'autres collectivités. Ses opérations officielles ont débuté le 9 février 2009, avec un capital initial de 1,5 milliard de rials iraniens.
La principale motivation pour la création de cette banque était de répondre aux besoins des municipalités en matière de financement importants, de liquidités et de fonds pour couvrir les coûts de développement urbain, dans le but d'atteindre l'autonomie dans la gestion des collectivités.
Après des efforts considérables des hauts dirigeants de la municipalité de Téhéran et d'autres collectivités, et avec une augmentation du capital à 2 milliards de rials, la Banque Centrale, en coordination avec le Haut Conseil de la Monnaie et du Crédit, a approuvé l'enregistrement de la Banque Shahr le 8 février 2010. La banque a officiellement ouvert ses portes le 8 mars 2010.
Deux ans après sa création, les actionnaires ont porté le capital de la banque à 4 milliards de rials pour apporter les liquidités nécessaires. Ce montant est resté inchangé jusqu'en 2013, lorsque le capital a été porté à 7,9 millierds de rials en juillet. En décembre 2015, il avait atteint 15,573 milliards de rials,.

## Actionnaires

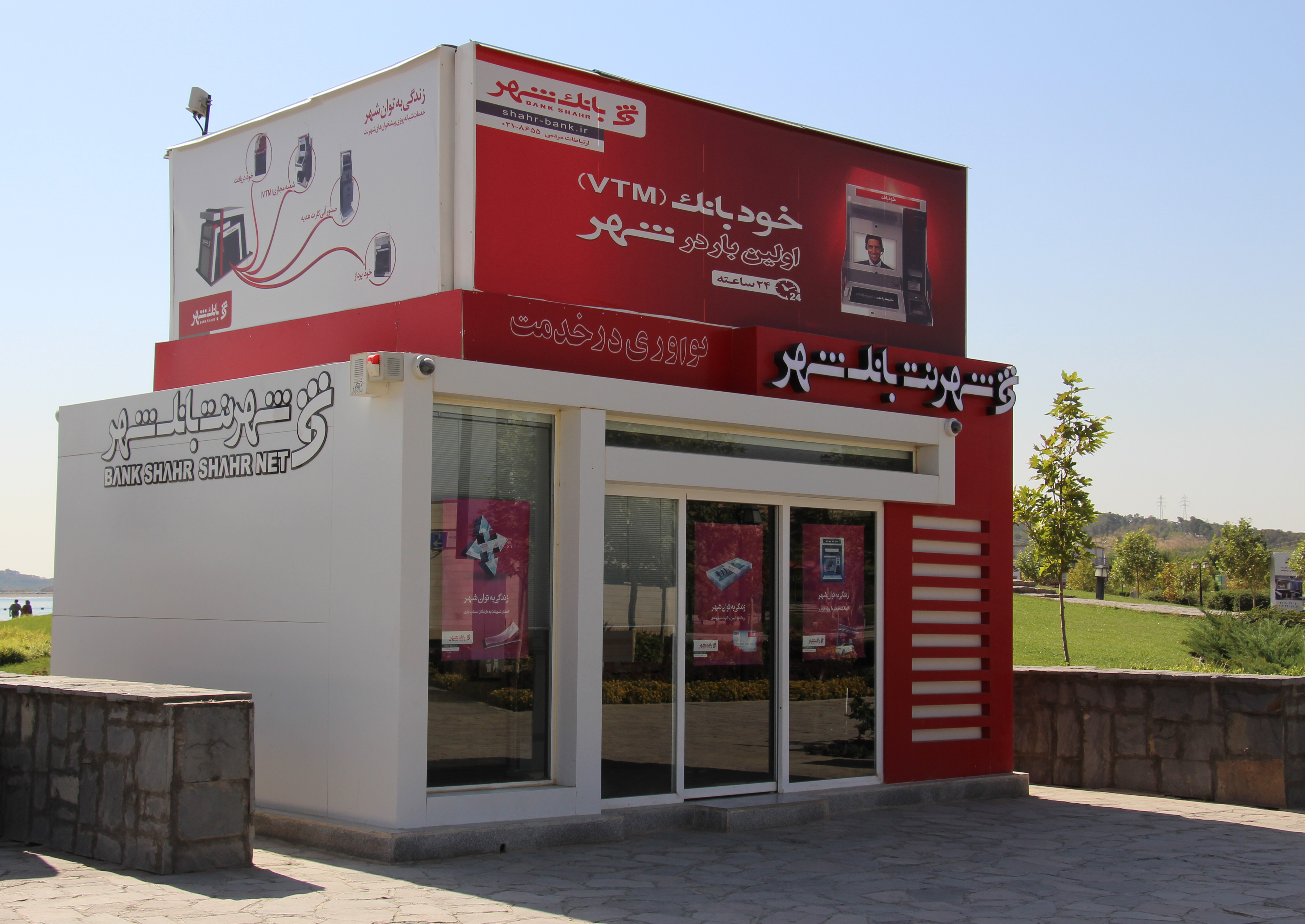
Guichets de la Banque Shahr dans les espaces publics

Selon les rapports publiés par la banque, environ 30 % des actions de la Banque Shahr sont cotés en bourse. Une partie des actions est détenue par les employés des services de la municipalité de Téhéran, les employés des organisations municipales d'autres collectivités, et des personnes privées. Les principaux actionnaires de la Banque Shahr sont listés ci-dessous:  
- Municipalité de Téhéran
- Municipalité de Chiraz
- Société coopérative de production et de distribution des employés de la municipalité de Téhéran
- Municipalité d'Ispahan
- Fonds de réserve des employés de la municipalité de Téhéran
- Municipalité de Qazvin
- Municipalité de Mashhad
- Municipalité de Qom
- Municipalité de Karaj
- Municipalité d'Ahvaz
- Municipalité de Tabriz

## Filiales
La Banque Shahr possède quatre filiales: une société holding financière et économique comprenant huit sous-sociétés, une société holding en technologie de l'information avec trois filiales, une société holding industrielle, minière et énergétique avec deux sous-sociétés, et quatre sociétés indépendantes sous sa structure.

### Holding Construction et Développement Urbain
- Société de Construction et Logement Jahan
- Société de Construction et Bâtiment Paydar City
- Société de Développement Urbain et Logement Kish Atiyeh Trade
- Société de Rénovation de la Ville de Téhéran

### Holding Financière et Économique
- Société d'Investissement Shahr Atiyeh
- Société de Courtage Shahr
- Société de Développement du Capital Tamadon
- Société de Développement Touristique ShahrAyin
- Société de Leasing Shahr
- Groupe Financier Shahr
- Société de Services d'Assurance Shahr

### Holding Technologie de l'Information
- Société de Développement et Innovation Shahr
- Société de Stratégie Intelligente Shahr
- Société de Technologie de Réseau Sécurisé (Fash)

### Holding Industrielle, Minière et Énergétique
- Groupe de Développement Industriel et Minier Shahr
- Société d'Investissement Jahan Économie et Avenir

## Structure

### Conseil d'Administration
Le conseil d'administration de la Banque Shahr se compose de sept membres : Seyed Mohammad Mehdi Ahmadi (PDG et membre du conseil), Barat Karimi (Président), Javad Attaran (Membre du conseil), Hesam Habibollah (Membre du conseil), Reza Yarifard (Membre du conseil), Mehdi Mirza Mohammadi (Membre du conseil), et Vahid Mohammadreza Khani (Membre du conseil),.

## Standardisation
La banque Shahr, en tenant compte des exigences des normes internationales de gestion de la qualité basées sur l'ISO 9001, du système de gestion des réclamations des clients basé sur l'ISO 10002, du système de gestion environnementale basé sur l'ISO 14001 et du système de gestion de la formation basé sur l'ISO 10015, a défini comme objectif principal la réalisation des piliers stratégiques de ces normes.

## Responsabilité sociale
La banque a contribué à la réalisation de projets urbains à Téhéran, tels que l'autoroute Imam Ali, le pont élevé de Sadr, le tunnel Niyayesh, ainsi qu'au développement des lignes ferroviaires dans les métropoles, y compris les lignes 6 et 7 du métro de Téhéran, tous achevés grâce au soutien de la banque. En outre, la banque a fourni des services bancaires aux pèlerins iraniens en Irak, à la Foire internationale du livre de Téhéran et dans les 29 provinces de l'Iran, tout en émettant des cartes-cadeaux virtuelles pour les communications de proximité (Midan-Near Communications) — des services sociaux significatifs fournis par la banque. La banque Shahr a également été le sponsor du deuxième Festival national du patrimoine culturel multimédia à Qazvin.

## Festivals et récompenses
- Lors du 8e festival «Ma banque préférée», la banque Shahr a remporté le titre de la deuxième banque la plus populaire parmi les banques privées et publiques selon les votes du public[18].
- A reçu le plus haut prix de responsabilité sociale en 2024[19].
- A reçu le trophée d'or lors de la 7e conférence nationale sur la responsabilité sociale et la culture organisationnelle en 2024[20].
- Classée deuxième parmi les banques cotées en bourse en termes de capital[21].

## Galerie
|                                                                      |
| La municipalité de Téhéran, l'un des actionnaires de la Banque Shahr |